# 峡口镇 (江山市)

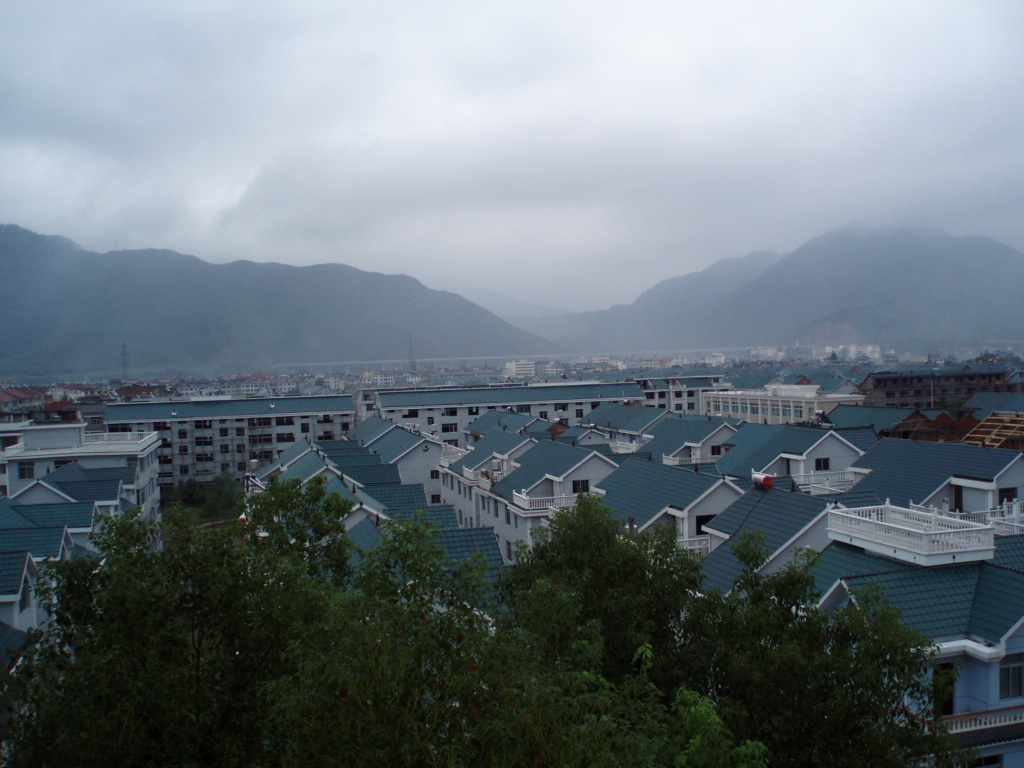
峡口镇新住宅区

峡口镇是中国浙江省衢州市江山市南部的一个镇，位于和福建、江西两省的交界处，总面积204.7平方公里，辖区内有峡口水库、白水坑水库等，为钱塘江的重要源头之一。全镇辖18个行政村和1个居委会，总人口42449人。

## 地理
峡口镇境内地势南高北低。仙霞岭群山绵延，海拔1000米以上的山峰有5座，其中最高峰为靛青洋尖，海拔1384米，最低为地山岗，海拔150余米。境内溪河纵横交错，江山市境内最大的河流江山港自东南往西北方向穿境而过，以峡口水库大坝为上游与中游界点，上游名为大峦口溪，中游名为峡口溪。峡口镇境内的三卿口溪、广渡溪、王坛溪等，均为江山港的支流。全镇拥有耕地21735亩，山林面积269086亩，森林覆盖率80%。

## 历史沿革
- 新石器时期人类就在峡口周围地区繁衍生息，镇域的肩头垄、古城山有商周时期的文化遗迹。
- 北宋时峡口属须江县江山乡三公里。
- 南宋时峡口属江山乡廿七都。
- 明代和清初，峡口属江山乡三公里一图。
- 清雍正时改为江山乡峡口庄，雍正十三年（1735年）衢州府奉文在此设峡口同知署，俗称衢州府二衙门。
- 清宣统二年江山县改为23个自治乡镇，峡口为自治镇之一。
- 民国二十八年改为峡口署区，峡口镇属峡口区。
- 民国三十四年，文溪、清湖、淤头三署区栽撤，保留峡口署区，峡口仍为镇制，属峡口镇。
- 中华人民共和国成立初期，改为峡口乡。
- 1953年改为峡口镇。
- 1958年改称为峡口人民公社。
- 1961年改为峡口区。
- 1983年实行政社分设，改为峡口乡。
- 1985年复改峡口镇。
- 1992年5月，撤区、扩镇、拼乡后，峡口镇由原王村乡、三卿口乡、峡口镇扩拼而成。
- 2005年10月与原大峦口乡合并为新的峡口镇。

## 行政区划
峡口镇辖有以下地区：
- 18个行政村：峡北村、峡东村、峡西村、峡南村、大峦口村、柴村村、王村村、广渡村、合新村、三卿口村、同桥村、枫石村、新和村、定村村、地山岗村、双潭村、连丰村、峡新村
- 1个居委会：峡口居委

## 城镇建设
峡口镇是江山市第三大城镇，中心镇区建成面积3平方公里，聚集人口达3万余人，规模仅次于江山市区和贺村镇。
目前镇区内的主要街路有：上街、中街、下街、镇前街、中横街、惠民街、兴华街、兴华北街、文教路、金益路、中心街、迎宾路、迎宾中路、迎宾西路、望江路、迎丰路、迎春路、迎新路、迎福路、定村街等。

## 教育

### 初级中学
- 峡口初级中学

### 小学
- 峡口镇中心小学
- 峡口镇王村小学
- 峡口镇地山岗小学